# Constituição Francesa de 1852
A Constituição Francesa de 1852 foi promulgada em 14 de janeiro de 1852 por Luís Bonaparte (futuro Napoleão III), em substituição à Constituição de 1848. Ligeiramente modificada no final daquele mesmo ano, em 25 de dezembro, a Constituição tornou-se a base para a criação do Segundo Império Francês.

## Contexto
Luís Bonaparte, então Presidente da França, pôs fim à Segunda República Francesa através do golpe de Estado de 2 de dezembro de 1851. No mesmo dia proclamou ao povo francês o seu desejo de restaurar o "sistema criado pelo Primeiro Cônsul" - seu tio e inspiração Napoleão Bonaparte.
Seu golpe foi ratificado por plebiscito em 22 e 23 de dezembro de 1851, em uma votação considerada amplamente fraudada, cujo resultado deu uma vitória de 92% ao projeto bonapartista. A constituição recém-aprovada foi, então, modificada pelo Senado francês em 7 de novembro de 1852 para permitir o restabelecimento do Império sob a dinastia Bonaparte. A alteração foi aprovada por outro plebiscito, com 97% de votos favoráveis.
A Constituição de 1852 foi anulada após a queda de Napoleão III, no contexto da Guerra Franco-Prussiana.

## Princípios
A Constituição de 1852 rejeitou o Antigo Regime e o sufrágio censitário. Referia-se diretamente à Revolução Francesa, proclamando o reconhecimento e a garantia dos princípios proclamados em 1789 e, especialmente, durante o Primeiro Império Francês.
Napoleão III estava convencido de que a democracia precisava ser encarnada por um homem e a nova constituição foi um regresso ao chamado “cesarismo” de seu tio Napoleão Bonaparte. O regime caracterizou-se por um forte poder pessoal apoiado pelo sufrágio universal, tendo o povo francês permanecido como "soberano", ao menos na letra da lei. O Senado francês, principal órgão legislativo, era composto por 150 membros nomeados vitaliciamente pelo Presidente/Imperador e tinha o direito de emitir decretos, modificar instituições e verificar a constitucionalidade das leis.
Era um documento essencialmente autoritário e centralizador, embora o Imperador francês fizesse acenos a um parlamentarismo mais liberal no decorrer da década de 1860.